# Arteria linguale

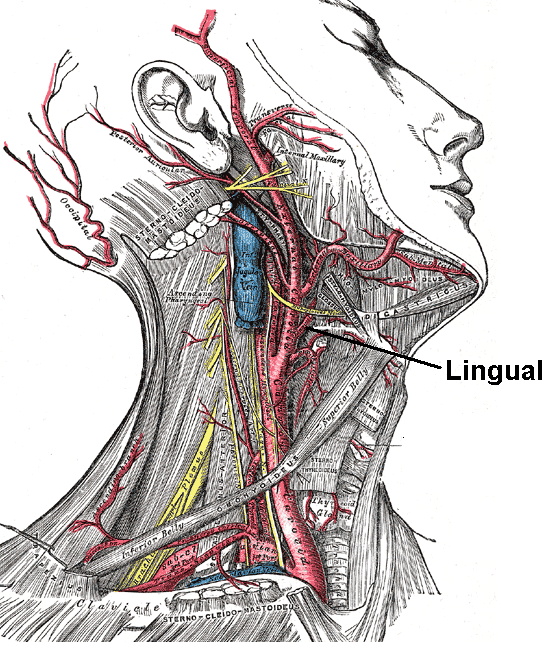
Ramo dell'arteria linguale

L'arteria linguale nasce ramificandosi dall’arteria carotide esterna a livello del grande corno dell’osso ioide che rappresenta quindi un importante punto di repere per l’arteria. Dopo la sua origine, l’arteria decorre dapprima profondamente al ventre posteriore del muscolo digastrico e al muscolo stiloideo ipoglosso.
Da questo tratto si origina l’arteria sopraioidea che si trova tra i muscoli genioglosso e genioideo e che va a costituire un’arcata anastomatica con l’arteria controlaterale. L’arteria linguale si dirige quindi in avanti, passando profondamente al muscolo ioglosso, che la separa dal nervo ipoglosso, dalla vena linguale e dalla ghiadola sottomandibolare. Risale quindi fra il muscolo genioglosso e il margine anteriore del muscolo ioglosso e, dopo aver fornito i rami collaterali, arteria dorsale della lingua e arteria sottolinguale, termina come arteria profonda della lingua. L’arteria dorsale della lingua nasce profondamente al muscolo ioglosso, risale fino al dorso della lingua e si distribuisce non soltanto alla parte posteriore della lingua, ma anche all’arco palatoglosso, alla tonsilla palatina e al palato molle. L’arteria sottolinguale decorre nella loggia sottolinguale al di sotto del dotto sottomandibolare. L’arteria fornisce rami per i muscoli genioglosso, miloioideo, per la ghiandola sottolinguale e per la mucosa del solco sottolinguale. Un suo ramo si porta al frenulo ghiandolare sottolinguale e per la mucosa del solco sottolinguale. Un suo ramo si porta al frenulo linguale dove si anastomizza con il ramo controlaterale. Talvolta un suo ramo collaterale può anastomizzarsi con rami dell’arteria sottomentale, ramo dell’arteria faciale, o con rami dell’arteria miloioidea, ramo dell’arteria, mascellare. Il ramo terminale dell’arteria linguale, l’arteria pronda della lingua, decorre sulla faccia interiore della lingua con il nervo linguale fino all’apice, dove termina anastomizzandosi con quella del lato opposto.

## Origine e terminazione
Nasce dalla parete anteromediale dell'arteria carotide esterna, all'altezza del corno maggiore dell'osso ioide. Talvolta può originare per mezzo di un tronco comune con l'arteria facciale o, più raramente con l'arteria tiroidea superiore o con l'arteria faringea ascendente, oppure può avere origine dall'arteria mascellare.
Termina in corrispondenza dell'apice della lingua. 

## Rami collaterali
- Ramo sopraioideo (o arteria sopraioidea): è un ramo molto esile che decorre lungo il margine superiore dell'osso ioide anastomizzandosi con quello controlaterale. Si localizza tra i muscoli geniogliosso e genioideo.
- Rami dorsali della lingua (o arterie dorsali della lingua): nascono profondamente nel muscolo ioglosso, risalgono fino al dorso della lingua e si distribuiscono alla parte posteriore della lingua, all'arco glossopalatino, al palato molle, alla tonsilla palatina, e all'epiglottide. Anche questi rami si anastomizzano con quelli controlaterali.
- Arteria sottolinguale: origina presso il margine del muscolo ioglosso, decorre tra i muscoli miloioideo e genioglosso e si distribuisce alla ghiandola sottolinguale. Fornisce anche il muscolo miloioideo, la tonaca mucosa della bocca e della gengiva. Un ramo delle arterie sottolinguale attraversa il muscolo miloioideo e si anastomizza con l'arteria sottomentoniera (o sottomentale), ramo dell'arteria facciale. Talvolta l'arteria sottolinguale può originare dall'arteria mascellare.

## Ramo terminale
Arteria profonda della lingua:  decorre sulla faccia inferiore della lingua, con il nervo linguale ed in prossimità del frenulo della lingua. Raggiunge l'apice della lingua, dove termina anastomizzandosi con l'arteria del lato opposto. Nel suo decorso si trova tra il muscolo genioglosso, medialmente, e il muscolo longitudinale inferiore della lingua, lateralmente.

## Rapporti
Nel primo tratto, fino al livello dell'osso ioide, l'arteria lingua decorre nel triangolo carotideo, lateralmente al muscolo costrittore medio della faringe ed al nervo ipoglosso. 
Nel secondo tratto decorre lungo il margine superiore dell'osso ioide posta sotto i muscoli: digastrico, stiloioideo, ioglosso, la porzione posteriore del muscolo miloioideo e la ghiangola sottomandibolare.
Nel terzo tratto, corrispondente al tratto dell'arteria profonda della lingua, decorre tra il muscolo genioglosso e il margine anteriore del muscolo ioglosso fino all'apice della lingua, dove si anastomizza con l'arteria contro-laterale.

## Territorio di distribuzione
È costituita dai muscoli sopraioidei, dalla tonsilla palatina, dalla ghiandola sottolinguale e dalla lingua

## Interesse odontoiatrico
L’arteria sottolinguale è un ramo dell’arteria linguale che percorre dal dietro in avanti la loggia sottolinguale. L’arteria presenta un calibro estremamente variabile e di particolare interesse odontoiatrico sono sia i suoi rami retrosinfisari, sia le sue possibili anastomosi con l’arteria miloioidea e/o sottomentale.
I rami retronsifisari, venendosi a trovare a livello dei fori genieri superiori, appena sopra al muscolo genioglosso, sono a rischio negli scollamenti della regione retroincisale; le possibili anastomosi con le arteria miloioidea e sottomentale possono invece essere responsabili di fastidiosi sanguinamenti non facilmente controllabili con la sola emostasi del moncone prossimale e che possono richiedere una doppia legatura, a valle e a monte della lesione o del taglio chirurgico.

## Incidenti chirurgici
Fra i più comuni “incidenti chirurgici” vi sono quelli che causano complicaze neurologiche delle uqali la più frequente è a carico del nervo alveolare inferiore, seguita da quelle riguardanti il linguale, il mentale, l’infraorbitario e l’incisivo, con una incidenza che arriva fino al 15% circa dei casi sottoposti a interventi di chirurgia orale ed implantologica. Non sono rare anche le complicanze emorragiche, legate a lesioni di vasi arteriosi spesso conseguenze di non conoscenza dell’anatomia o di un’esecuzione non ottimale di un intervento dal punto di vistaa tecnico. Tra i vari vasi arteriosi quelli che possono essere più frequentemente essere coinvolti sono le arterie sottolinguale, sottomentale, miloidea, alveolare inferiore, palatina, naso-palatina, alveolo-antrale, e, per fortuna in rarissimi casi, l’arteria faciale, in quanto le conseguenze di una recisione sarebbero fatali per il paziente a causa della difficoltà a bloccare l’emorragia per chi non abbia esperienza chirurgica con il collo. Per evitare complicanze spiacevoli e talvolta drammatiche, servono pertanto non solo un’adeguata esperienza e manualità, ma anche una conoscenza dell’anatomia topografica.